# Henri Piccot
Henri Piccot né le 26 janvier 1899 à Londres et mort le 12 mars 1972 à Sonvilier, est un peintre et graveur suisse.

## Biographie
Fils de Bertrand Piccot et Emma Louise Saam, Henri Piccot est né à Londres le 26 janvier 1899. Il descend d'une famille originaire de la Savoie, établie aux Franches-Montagnes au début du XIXe siècle et devenue bourgeoise de Renan, dans le canton de Berne. Il arrive en Suisse, à Tavannes, en 1905, à l'âge de six ans. C'est là qu'il fait ses classes primaires et secondaires.
Henri Piccot déménage à Sonvilier en 1914. Cette même année, il fréquente la section des arts plastiques au Technicum de Bienne. De 1915 à 1919, il étudie à l'École d'Art de la Chaux-de-Fonds. Il est l'élève du sculpteur Léon Perrin et de Montandon de 1919 à 1921. Il fait un apprentissage de graveur au burin à la Kuntsgewerbeschule Munich chez Goldschmidt de 1921 à 1922 pour travailler l'eau-forte et le noir et blanc.
De 1924 à 1927, Henri Piccot travaille comme graveur à la Neue Leipziger Zeitung. Il s'installe ensuite à Paris. Entre 1927 et 1930, il travaille comme créateur de bijoux pour la maison Janesich à Paris, comptant parmi ses clients des membres de la haute société parisienne ainsi que des membres de la royauté anglaise et européenne. Il y crée notamment des bijoux pour le prince de Monaco et des nouveautés à la mode pour la famille royale d'Angleterre.
En parallèle, Henri Piccot se consacre à la peinture, à cette époque, surtout à l'aquarelle et au pastel.
De retour dans le Jura bernois pendant la Seconde Guerre mondiale, il est mobilisé le 29 août 1939 comme fusilier avec la compagnie II-223 (commandée par le capitaine Reiser de Bienne). Durant sa mobilisation il organise une exposition de peinture à Saint-Imier au profit de la caisse de sa compagnie.
Après la guerre, Henri Piccot partage sa vie entre Paris et Sonvilier, où il décède le 12 mars 1972.
L'œuvre de Henri Piccot est essentiellement consacrée aux paysages du vallon de Saint-Imier, des Franches-Montagnes, et de Chasserai, mais également aux vues de Paris.